# Shinji Makino
Shinji Makino (født 29. maj 1976) er en tidligere japansk fodboldspiller.
Han har spillet for flere forskellige klubber i sin karriere, herunder Yokohama Marinos og Sagan Tosu.